# Wilson Benge
Wilson Benge (1875 - 1955) es un actor británico conocido popularmente por su trabajo en el cine mudo estadounidense. Trabajó con actores como Charles Coleman o Robert Greig, y sus papeles más afamados son aquellos en los que encarnaba a mayordomos. También fueron notables sus apariciones en el género de la comedia. Participó en películas hasta el mismo año de su fallecimiento.

## Filmografía selecta
- Robín de los bosques (1922)
- Do Detectives Think (1927)
- You're Darn Tootin' (1928)
- Bulldog Drummond (1929)
- Raffles (1930)
- Scram! (1932)
- Dodsworth (1936)
- The Spider Woman (1944)
- House of Fear (1945)
- Pursuit to Algiers (1945)
- Dressed to Kill (1946)
- The Three Musketeers (1948)
- The Scarlet Coat (1955)

- Datos: Q4886338
- Multimedia: Wilson Benge / Q4886338